# ラッカーゼ

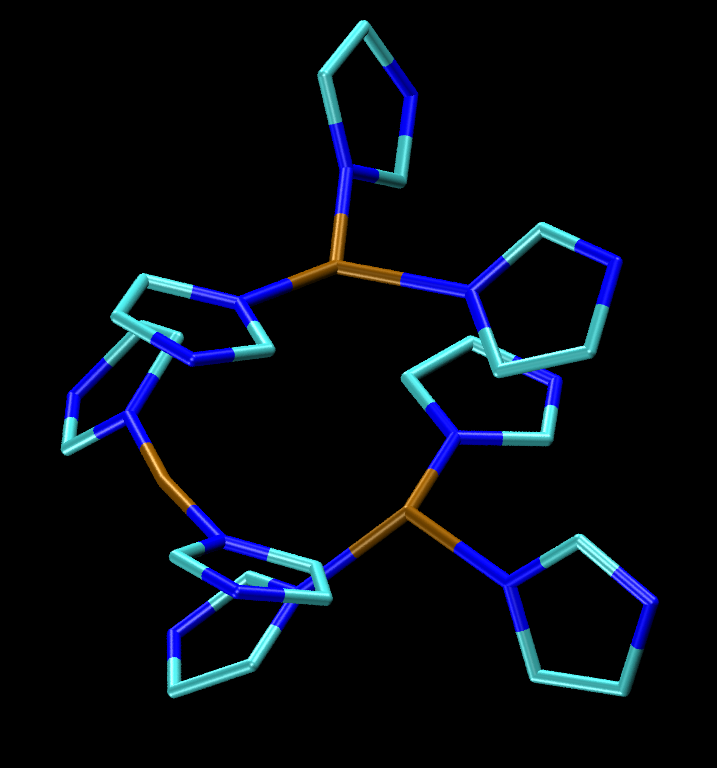
多くのラッカーゼで見られる三銅部位。銅中心にイミダゾールが結合している。

ラッカーゼ (laccase) はフェノール類を酸化する能力を持つ酸化酵素、すなわちフェノールオキシダーゼ (phenoloxidase) の一種である。ウルシなどの植物や菌類、細菌類、および動物などにみられ、中心金属は銅である。
昆虫のラッカーゼには2種類あり、ラッカーゼ1とラッカーゼ2に分かれる。ラッカーゼ2は昆虫のクチクラのタンニングと硬化において重要であり、脱皮時に働く。他のフェノールオキシダーゼとしてチロシナーゼが知られる。
チロシナーゼはモノフェノール類を酸化し、ラッカーゼはジフェノール類を酸化するとして分類されていたが、両酵素がモノフェノールもジフェノールも酸化する能力があるなど曖昧な点が多く、現在では総称としてフェノールオキシダーゼと呼ばれることが多い。
傷の修復などに関わっていると考えられているが、詳細は不明である。フェノールオキシダーゼはカテコールの酸化を促進する酵素である。